# Паколь

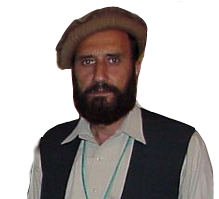
Афганець у паколі

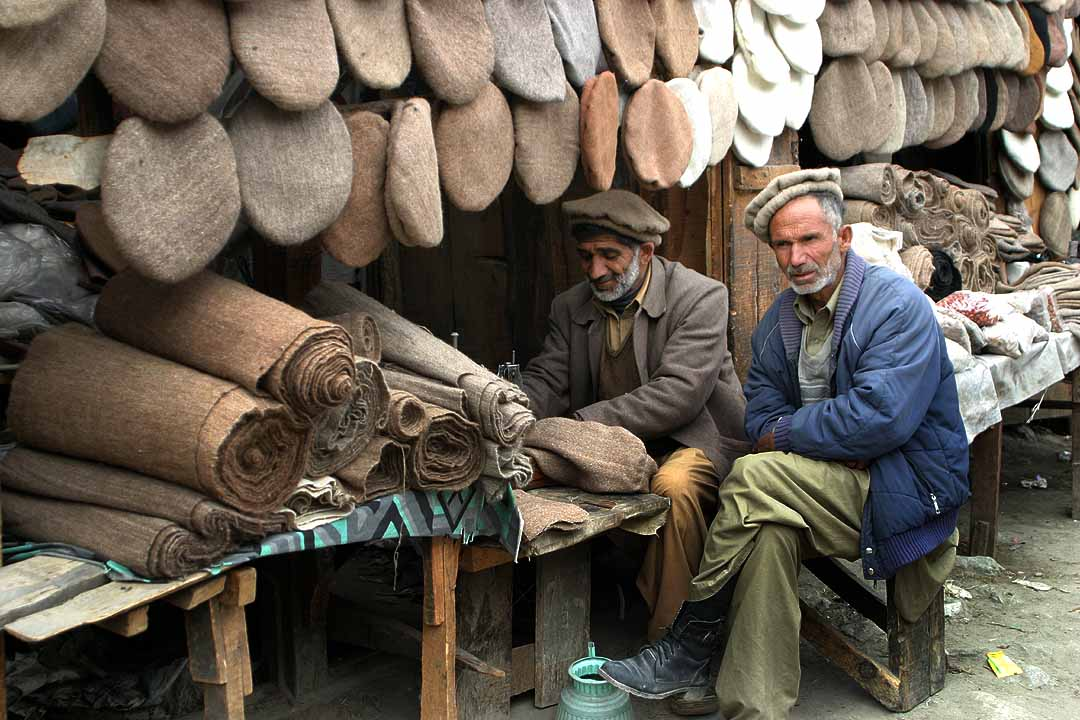
Виготовлення і продаж паколів у північному Пакистані

Паколь — традиційний афганський і пакистанський головний убір у вигляді берета. Виготовляється з тонкої вовни.
Паколь стала своєрідною візитівкою афганських моджахедів, що протистояли радянським інтервентам у 1979—1989 роках.

## Поширення
В Афганістані це більшою мірою афганський традиційний головний убір, його носять пуштуни, нуристанці і таджики — північного, північно-східного Афганістану і Панджшерської ущелини. Являє собою дворівневий вовняний берет, засуканими краями в обруч. Паколь виготовляється з тонкої вовни, пофарбованої в чорний, брунатний, бежевий і білий колір.
У Пакистані носиться виключно пуштунським населенням, в місцях які історично населені пуштунами, це північно-західна частина країни, так звана Зона племен, Північний і Південний Вазиристан, провінції Хайбер-Пахтунхва, Читрал, частково Пенджаб та інші.
Набув широкого поширення в роки війни в Афганістані 1979—1989 років, ставши одним з характерних атрибутів одягу афганських моджахедів (душманів). Відомо, що паколь постійно носив впливовий польовий командир, лідер партії «Ісламське товариство Афганістану» і командувач угрупуванням «Північний союз» — Ахмад Шах Масуд (Панджшерський лев).
Військовослужбовцями Обмеженого контингенту радянських військ в Афганістані паколь часто називався «душманка» або «пуштунка», рідше «нуристанка».
У 1980-ті роки паколь став символ «визвольної боротьби» афганської збройної опозиції з радянськими окупантами.

## Опис

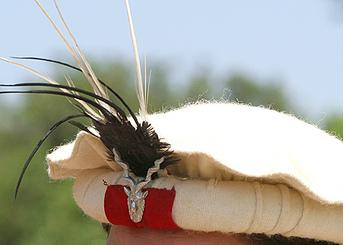
Паколь Читральських Скаутів, Прикордонного корпусу (Пакистан)

Паколь це традиційний національний всесезонний головний убір, ручного в'язання на шести або більше швах, круглої форми діаметром до 60 см, здатний розмотуватися в висоту.
У ряду народностей Афганістану, деяких пуштунських племен Кунару і Лагману, жителів Нуристану, афганського Бадахшана, Панджшеру, пакистанського Читралу називається «Khowar». Паколь надягають в районах Гілгіту (Пакистан), Джамму і Кашмір, а також в інших регіонах Південної Азії.
Паколь зовні нагадує берет з циліндричною основою. Відомі два основних типи паколів, найкласичнішим з яких вважається «читральський тип».
Паколь завоював популярність серед пуштунів та інших народів Афганістану на початку XX століття. Практичність, здатність зберігати прохолоду влітку і тепло взимку здобули паколю популярність у місцевого населення, що переважно живе в гірській місцевості.
Паколь недорогий і значно простіше у використанні, ніж більш традиційна чалма.